# La Mora, Cadereyta de Montes
La Mora är en ort i Mexiko.   Den ligger i kommunen Cadereyta de Montes och delstaten Querétaro Arteaga, i den centrala delen av landet, 160 km norr om huvudstaden Mexico City. La Mora ligger 941 meter över havet och antalet invånare är 215.
Terrängen runt La Mora är bergig åt sydväst, men åt nordost är den kuperad. La Mora ligger nere i en dal. Runt La Mora är det ganska glesbefolkat, med 39 invånare per kvadratkilometer. Närmaste större samhälle är Zimapan, 16,5 km söder om La Mora. I omgivningarna runt La Mora växer huvudsakligen savannskog.